# Telotha lunaris
Telotha lunaris är en kräftdjursart som beskrevs av Schioedte och Frederik Vilhelm August Meinert 1884. Telotha lunaris ingår i släktet Telotha och familjen Cymothoidae. Inga underarter finns listade i Catalogue of Life.